# ونوم (شرکت)
ونوم (انگلیسی: Venum) شرکت تجهیزات ورزشی فرانسوی است، که در سال ۲۰۰۶ توسط فرانک دوپویس تأسیس شد. تمرکز اصلی این شرکت بر تولید پوشاک و تجهیزات هنرهای رزمی معطوف می‌باشد.

## تاریخچه
در ۱۰ جولای ۲۰۲۰ اعلام شد که ونوم شریک رسمی یواف‌سی و جایگزین ریباک خواهد شد.

## کمپ آموزشی ونوم
کمپ آموزشی ونوم دارای سه مکان اصلی در سراسر جهان است: پاریس، پاتایا و لاس وگاس.

## مبارزان، مربیان و مربیان تاریخی
- خورخه لینارس
- واسیل لوماچنکو
- کالوم اسمیت
- جورجو پتروسیان
- سیتیچای سیتسانگ پینونگ
- جردن باروز
- کایل داک
- کایل اسنایدر
- جیدن کاکس
- بو نیکال
- پت داونی
- کرت انگل
- لیوتو ماچیدا
- کارلوس کاندیت
- ژوزه آلدو
- میشا تیت
- مائوریسیو روآ
- واندرلی سیلوا
- فابریسیو وردوم
- مارتین کمپمن
- جیم آندره میلر
- برد پیکت
- مهدی زاتوت
- آلاوردی رمضان اف
- نبیل آنان
- آدام نوی
- رضا گودری
- جان گوگان